# Ruggiericythere
Ruggiericythere is een geslacht van kreeftachtigen uit de klasse van de Ostracoda (mosselkreeftjes).

## Soort
- Ruggiericythere dimorphica (Whatley, Moguilevsky, Chadwick, Toy & Ramos, 1998)